# 레이 맥도널드
레이 맥도널드(Ray McDonald, 1921년 1월 1일 ~ 1959년 2월 20일)는 미국의 배우이다.

## 영화
- 엔터테인먼트 3 (1994년) - 본인 역
- 올 어쇼어 (1953년)
- 굿 뉴스 (1947년) - 바비 터너 역
- 틸 더 클라우즈 롤 바이 (1946년)
- 프레즌팅 릴리 마스 (1943년)
- 브로드웨이의 연인들 (1941년)
- 라이프 비긴즈 포 앤디 하디 (1941년)